# How Many People
How Many People – pierwszy singel promujący pierwszy album studyjny zespołu The Jet Set Just Call Me. Do singla powstał teledysk, w którym wokalistka zespołu Sasha Strunin wcieliła się w Marilyn Monroe, natomiast współtworzący grupę raper Tray w postać głównego bohatera filmu Maska. 28 stycznia 2006 z tym utworem The Jet Set wziął udział w polskich eliminacjach do Eurowizji – Piosenka dla Europy 2006. Zajęli 3. miejsce, zdobywając 16 punktów. Piosenkę oraz nagrany do niej teledysk zaprezentowano również podczas targów muzycznych w Cannes.

## Notowania
| Kraj   | Lista (2006)                                         | Najwyższa pozycja na liście |
| ------ | ---------------------------------------------------- | --------------------------- |
| Polska | Polskie Radio Szczecin (Szczecińska Lista Przebojów) | 38                          |